# كورنيليا كلاب
كورنيليا ماريا كلاب (بالإنجليزية: Cornelia Clapp)‏ ولدت في 17 مارس 1849 وتوفيت في 31 ديسمبر 1934، هي عالمة أمريكية متخصصة في عالم الحيوان وأكاديمية متخصصة في علم الأحياء البحرية. ولدت في مونتاج، ماساتشوستس، وهي أول ابنة لاثنين من المدرسين وقد تم تصنيفها كواحدة من أفضل علماء الحيوان في الولايات المتحدة على مر التاريخ.
حضرت كلاب جامعة سيراكيوز وجامعة شيكاغو ونالت شهاده دكتوراه في كل واحدة منهما، الأولى حصلت عليها عام 1889 من سيراكيوز والثانية عام 1896 من شيكاغو. بنت كورنيليا مختبرا لها لتُجري فيه أبحاثها وتجاربها وبحلول عام 1924 تم تكريمها في مدرسة أحياء سُميت باسمها اعترافا بإسهاماتها الملحوظة في علم الأحياء.

## التعليم والمسيرة المهنية
أكملت كلاب دراستها حتى حصلت على ما يعادل شهادة البكالوريوس في مدرسة ماونت هوليوك للإناث (كانت تُعرف سابقا بكلية ماونت هوليوك) في عام 1871 قبل أن تقضي سنة واحدة في تعلم اللغة اللاتينية في مدرسة داخلية في الأندلس، بنسلفانيا.
عادت إلى ماونت هوليوك في عام 1872، درَّست الرياضيات والتاريخ الطبيعي قبل أن تُصبح مدربة جمباز في إحدى الكليات من عام 1876 إلى 1891.
لكلاب تاريخ واسع وكبير في الدراسات العليا في مدرسة لويس أغاسيز أندرسون؛ حيث كانت تدرس وتُدرس في الوقت نفسه مادة التاريخ الطبيعي حتى عام 1874، وقد اعتمدت في دراستها للتاريخ الطبيعي على قول مأثور مفاده دراسة الطبيعة، وليس الكتب! ثم طبقتها في دراستها وتدريسها.
صرحت في وقت ما أن الطبيعة قدمت لها معرفة مكتسبة خاصة عندما كانت في ماونت هوليوك، كما أن علم الحشرات أعجبها فقررت جمع مختلف الحشرات الموجودة في الجبال البيضاء في نيو هامبشاير صيف عام 1875 من أواسط المحيط الأطلسي وحتى عام 1877. توقفت عن ذللك بعدما التحقت بجامعة جونز هوبكينز وعملت أيضا في مؤسسة سميثسونيان في واشنطن العاصمة.
أنجزت كلاب دراسات موجزة عن أفراخ الدجاج وديدان الأرض في معهد ماساتشوستس للتكنولوجيا كما قامت بدراسات أخرى في كلية ويليامز في أوائل 1880. في بداية عام 1888، عملت كلاب لصالح مختبر وودز هول،  MA، حيث أنشأت مختبر بحوث في وقت لاحق ثم أصبحت محاضرة ووصية، وناقشت أطروحة الدكتوراه التي نُشرت في مجلة التشكل في عام 1889.
أخذت كورنيليا كلاب إجازة لمدة ثلاث سنوات من أجل الحصول على شهادة الدكتوراه في جامعة شيكاغو، وعندما عادت إلى ماونت هوليوك ساعدت في تنظيم قسم علم الحيوان عام 1904. على الرغم من أنها كانت معروفة في المقام الأول كمعلمة ولما العديد من المؤلفات والأبحاث العلمية عُينت في عام 1906 من بين أبرز 150 عالم(ة) حيوان في الولايات المتحدة من قبل مجلة رجل العلم الأمريكي. كان من بين من تأثروا بها عالمة البيئة والأحياء آن هافن مورغان.

## التراث

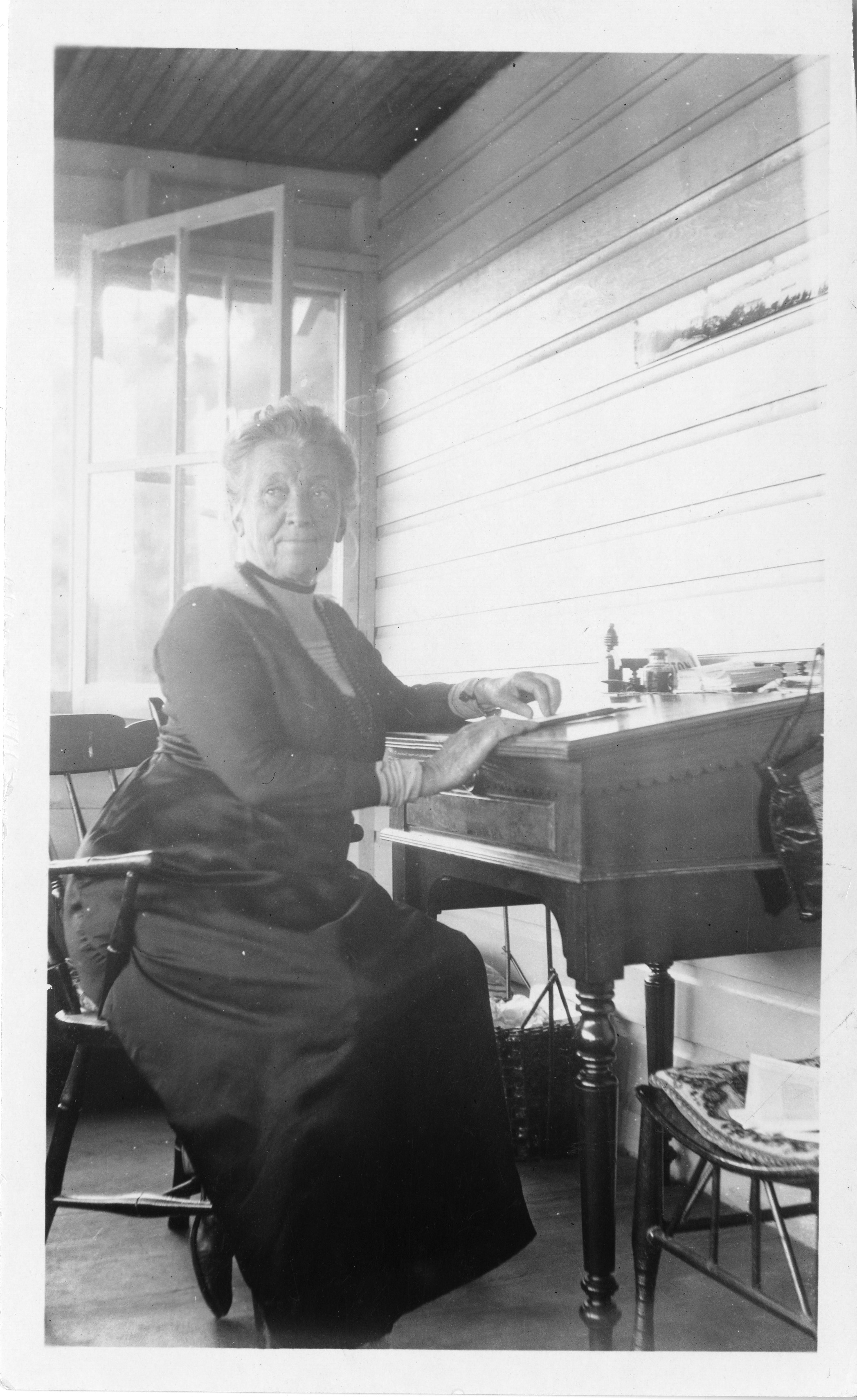
كورنيليا كليب في مكتبها

في الوقت الذي شهد فيه العالم انفتاحا كبيرا على العلوم وسهل وصول المرأة لهذا المجال؛ كان لكورنيليا كلاب تأثير كبيرة كمدرسة، فعلى الرغم من أن حياتها ومسيرتها المهنية بدأت وهي صغيرة إلا أن لها تأثير كبير في توسيع نطاق المعرفة العلمية وتوفير فرصة الفرص للنساء من خلال التعليم.
أشاد بكلاب الكثير من العلماء والمدرسين والناشطين؛ حيث اعتبرها البعض أعظم مدرسة في ماونت هوليوك، أما مدير مدرسة ولاية أوهايو فقد قال لها: «يجب أن تدرسي الدكاترة ... لا تنسي الاحتفاظ بالضفادع الحية والدبابات!» أما لويز كلاب فقد كتب: «جئت ورأيت ... شعرت حينها بشعور غريب عندما تعرفت عليها! إنها شخصية عظيمة».

## روابط خارجية
- كورنيليا كلاب على موقع الموسوعة البريطانية (الإنجليزية)